# Fossa das Filipinas
A Fossa das Filipinas ou Fossa de Mindanau é uma das fossas oceânicas mais profundas da Terra.